# George Phillips Bond
George Phillips Bond (1825-1865) fue un astrónomo estadounidense, hijo de William Cranch Bond.

## Semblanza
Desde pequeño ayudó a su padre en las observaciones que realizó en el Observatorio de Harvard (Harvard College Observatory), instalado en la Universidad de Harvard y dotado de un refractor acromático de 38 cm de abertura. Con este instrumento pudo, junto con su padre, descubrir Hiperión, una nueva luna del planeta Saturno (10 de octubre de 1846); este descubrimiento lo compartieron con el astrónomo inglés William Lassell, ya que ambos equipos trabajaron, independiente pero simultáneamente, la misma noche.
Siguiendo la senda de su padre, realizó extensos trabajos sobre la posibilidad de situar y cartografiar las distintas estrellas por medios fotográficos (1857), estudió la superficie planetaria, intentó identificar la naturaleza de la Nebulosa de Orión (M42) encontrándola espiral (1861), realizó experimentos sobre el brillo intrínseco de la Luna y del Sol así como seguimiento de diversos asteroides y cometas.
Tras su relativo fracaso al examinar la Nebulosa de Orión, dedicó mucho tiempo a estudiarla extensivamente: catalogó, posicionó y midió el brillo de sus distintas estrellas, dibujó sus distintas partes y publicó varios trabajos sobre su posible naturaleza. Hasta su muerte por tuberculosis, en 1865, estuvo trabajando y publicando artículos y estudios diversos sobre la misma.

## Eponimia
- En 1935, se decidió en su honor llamarle «G. Bond» a un astroblema lunar.[1]
- Así mismo, una cresta del satélite Hiperión denominada Bond-Lassell Dorsum también conmemora su nombre, honor compartido con el astrónomo británico William Lassell (1799-1880), codescubridor de Hiperión.

## Artículos
- Zone catalogue of 4484 stars situated between 0 deg 20' and 0 deg 40' north declination observed during the years 1854-55, (1857), Annals of Harvard College Observatory, vol. 0002, pp. 2-2257 (conjuntamente con su padre).
- Photographical Experiments on the Positions of Stars, (1857), Monthly Notices of the Royal Astronomical Society, Vol. 17, p. 230.
- Observations of Comets and Planets made at the Observatory of Harward College Cambridge U. S., (1859), Astronomische Nachrichten, volume 51, p. 273.
- On the relative brightness of the sun and moon, (1861).
- On the Spiral Structure of the Great Nebula of Orion, (1861), Monthly Notices of the Royal Astronomical Society, Vol. 21, pp. 203-207.
- Observations upon the Great Nebula of Orion, (1867), Annals of the Harvard College Observatory, Vol. 5, pp. 1-22.